# Gmina Bytyç
Gmina Bytyç (alb. Komuna Bytyç) – gmina położona w północno-zachodniej części Albanii. Administracyjnie należy do okręgu Tropoja w obwodzie Kukës. W 2011 roku populacja wynosiła 1563 mieszkańców – 786 mężczyzn oraz 777 kobiet. W 2011 roku Albańczycy stanowili 92,77% mieszkańców.
W skład gminy wchodzi trzynaście miejscowości: Çorraj-Veliç, Berishë, Bytyç, Kam, Kepenek, Leniq, Mashë, Pac, Prush, Visoça, Vlad, Zogaj, Zherkë.